# سرخس‌های نخلی کاج‌میوه
سرخس‌های نخلی کاج‌میوه (نام علمی: Zamiaceae) نام یک تیره از راسته نخلی‌سرخس‌سانان است.